# Ludwig Miller
Ludwig Miller (* 21. August 1820 in Laibach (Krain); † 4. April 1897 in Wien) war ein österreichischer Beamter und Käfersammler, der sich große Verdienste auf dem Gebiet der Entomologie erwarb.
Beruflich war Miller als Kanzleibeamter im Finanz- und im Ackerbauministerium in Wien tätig. Neben seinem Beruf reiste Miller viel und galt neben Ludwig Redtenbacher als Wiens führender Käferspezialist. Er publizierte zahlreiche Aufsätze zu Käfern. Von 1857 bis 1863 gab er mit Julius Lederer die Wiener Entomologische Monatschrift heraus. Nach ihm wurden zahlreiche Käfer benannt, darunter der Aphaobius milleri.